# Agrostis ramboi
Agrostis ramboi é uma espécie de gramínea do gênero Agrostis, pertencente à família Poaceae.